# Mexia
Mexia és una població dels Estats Units a l'estat de Texas. Segons el cens del 2000 tenia 6.563 habitants.

## Demografia
Segons el cens del 2000, Mexia tenia 6.563 habitants, 2.427 habitatges, i 1.660 famílies. La densitat de població era de 492 habitants/km².
Dels 2.427 habitatges en un 36,2% hi vivien nens de menys de 18 anys, en un 44,7% hi vivien parelles casades, en un 19,7% dones solteres, i en un 31,6% no eren unitats familiars. En el 28,1% dels habitatges hi vivien persones soles el 15% de les quals corresponia a persones de 65 anys o més que vivien soles. El nombre mitjà de persones vivint en cada habitatge era de 2,63 i el nombre mitjà de persones que vivien en cada família era de 3,21.
Per edats la població es repartia de la següent manera: un 30,1% tenia menys de 18 anys, un 10% entre 18 i 24, un 25% entre 25 i 44, un 18,5% de 45 a 60 i un 16,4% 65 anys o més.
L'edat mediana era de 33 anys. Per cada 100 dones de 18 o més anys hi havia 77,5 homes.
La renda mediana per habitatge era de 22.785 $ i la renda mediana per família de 29.375 $. Els homes tenien una renda mediana de 26.479 $ mentre que les dones 18.138 $. La renda per capita de la població era de 12.235 $. Aproximadament el 20,8% de les famílies i el 22,1% de la població estaven per davall del llindar de pobresa.

## Poblacions més properes
El següent diagrama mostra les poblacions més properes.